# Thomas Akers
Thomas Dale Akers (Saint Louis, 20 maggio 1951) è un ex astronauta statunitense.